# Karl-Marx-Monument

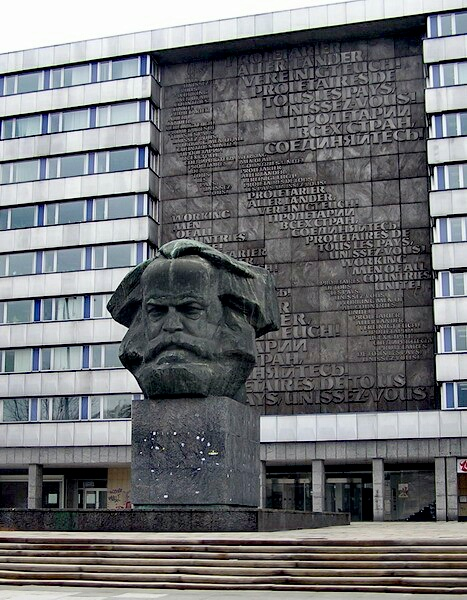
Karl-Marx-Monument in Chemnitz (2004)

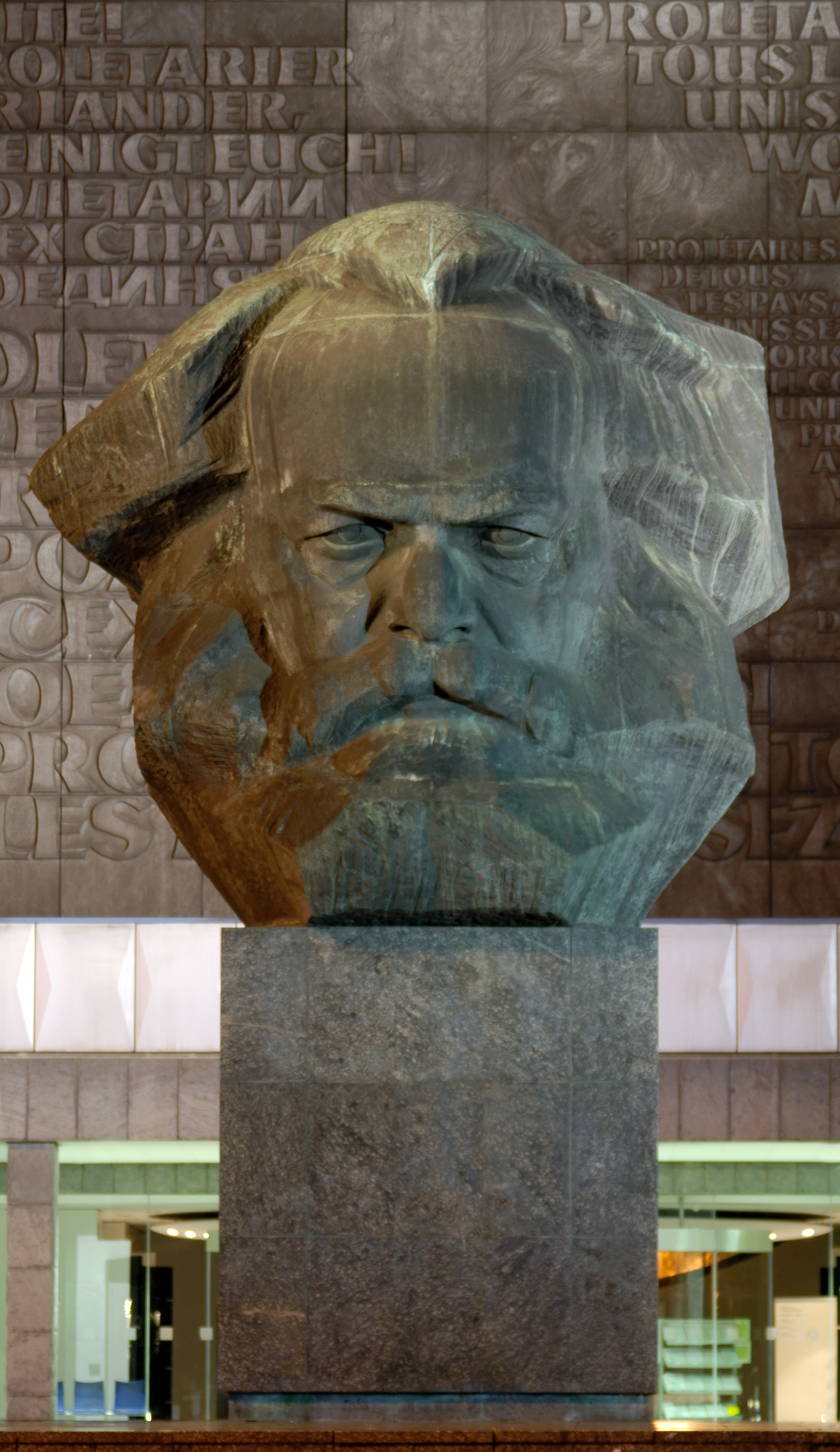
Nachtaufnahme (2007)

Das Karl-Marx-Monument ist eine 7,1 m (mit Sockel über 13 m) hohe und ca. vierzig Tonnen schwere Plastik, die den Kopf von Karl Marx stilisiert darstellt. Sie wurde nach einem Entwurf des sowjetischen Künstlers Lew Kerbel (1917–2003) realisiert und 1971 eingeweiht. Es ist das bekannteste Wahrzeichen der Stadt Chemnitz und befindet sich im Stadtzentrum an der Brückenstraße nahe der Kreuzung zur Straße der Nationen. Bei diesem Denkmal handelt es sich, nach dem 60 cm höheren Lenin-Kopf in Ulan-Ude, um die zweitgrößte Porträtbüste der Welt. Auf der hinter dem Monument gelegenen Wand an der „Parteisäge“ (umgangssprachlich für das Gebäude des ehemaligen Rates des Bezirkes, mit seiner sägezahnförmig fortgeführten Bebauung, die in den 1980er Jahren der SED-Bezirksleitung als Domizil diente) sieht man den Schriftzug „Proletarier aller Länder vereinigt euch!“ aus dem Kommunistischen Manifest in den vier Sprachen Deutsch, Englisch, Französisch und Russisch. Diese Wand gestaltete ein Künstlerkollektiv, an dem  der Grafiker Helmut Humann (1922–1996) beteiligt war. Hinter dem Monument befindet sich derzeit ein Standort des Landesamtes für Steuern und Finanzen.

## Bezeichnungen
Neben dem Namen Karl-Marx-Monument existieren auch die Bezeichnungen Karl-Marx-Kopf und dor Nischl. Nischel ist der lokale Spitzname für das Denkmal und leitet sich aus der mitteldeutschen Bezeichnung für Kopf bzw. Schädel ab. Das Areal mit dem Monument wurde darum im Volksmund auch „Schädelstätte“ genannt – eine Anspielung auf den Ort der Kreuzigung Jesu, dessen hebräisches Wort „Golgatha“ Luther mit „Schädelstätte“ übersetzte.

## Geschichte

### Erschaffung

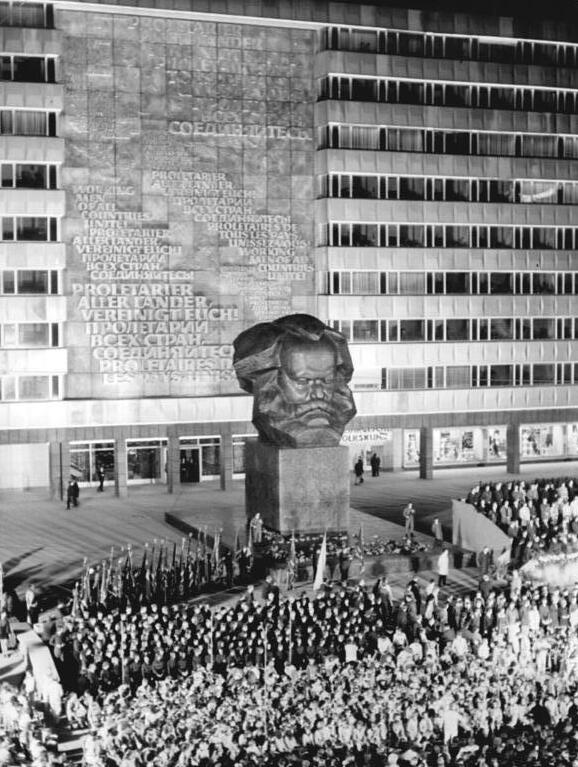
FDJ-Versammlung am Abend des 9. Oktober 1971, dem Tag der Einweihung

Die Stadt und der Bezirk Chemnitz wurden nach dem Zweiten Weltkrieg am 10. Mai 1953 in Karl-Marx-Stadt umbenannt. Damit wurde auch der Wiederaufbau der nach den Luftangriffen auf Chemnitz stark zerstörten Stadt nach Plänen des sozialistischen Städtebaus eingeleitet. Mit einem Monument zu Ehren des Namensgebers sollte diese Umwandlung in eine Stadt sozialistischen Typs verkörpert werden.
Für die Erstellung einer solchen Plastik wurden von dem sowjetischen Bildhauer Lew Kerbel 17 Grundentwürfe vorgeschlagen, von denen nur eines dem des eigentlich umgesetzten Monuments eines Kopfes auf einem Sockel entsprach. Alle anderen Entwürfe waren als ganzheitliche Darstellungen des Körpers von Karl Marx konzipiert. Die Entscheidung fiel für die alleinige Darstellung des Kopfes, da der Betrachter bei einer Ganzkörperdarstellung in Kopfhöhe die Schuhe des Philosophen gesehen hätte.
Das Monument wurde Monate vor der Errichtung in Karl-Marx-Stadt in der Kunstgießerei Monument Skulptura in Leningrad in Bronze gegossen und dann in 95 Einzelteile zerlegt. In Karl-Marx-Stadt sollten diese wieder zusammengeschweißt werden, doch die sowjetische Technik war nicht geeignet, sodass die Entscheidung fiel, den Auftrag an den VEB Germania zu übertragen, da sonst ein Auseinanderreißen der zusammengeschweißten Teile zu befürchten war. Das Denkmal steht auf zwei Sockeln, die mit Korninskij-Granit (tatsächlich ein Gneis), benannt nach der Abbauregion in der Südukraine, plattenartig überdeckt sind.
Der Schriftspiegel an der Gebäudefassade („Haus der Partei“ und „Haus der Staatsorgane“ an der früheren Karl-Marx-Allee) hinter dem Karl-Marx-Monument wurde von Volker Beier in Zusammenarbeit mit Heinz Schumann entworfen und gefertigt. Er besteht aus insgesamt 174 Platten einer Hydronalium-Legierung.
Am 9. Oktober 1971 wurde das Denkmal vor rund 250.000 Menschen eingeweiht, die sich auf der am Monument entlang führenden Karl-Marx-Allee (im Volksmund auch als „Nischelgasse“ oder „Schädelgasse“ bezeichnet), heute wieder Brückenstraße, befanden. Anwesend bei der Enthüllung des neuen Wahrzeichens waren unter anderem Erich Honecker und Robert-Jean Longuet, Urenkel von Karl Marx. 
Anlässlich der Einweihung edierte die Deutsche Post eine Briefmarke und einen Ersttagsbrief. Später war das Monument auch Motiv der häufig genutzten Briefmarke zu 35 Pfennigen aus der Dauerserie Aufbau in der DDR.
Es entsprach dem damaligen Briefporto in die Bundesrepublik Deutschland.

### Spätere Ereignisse

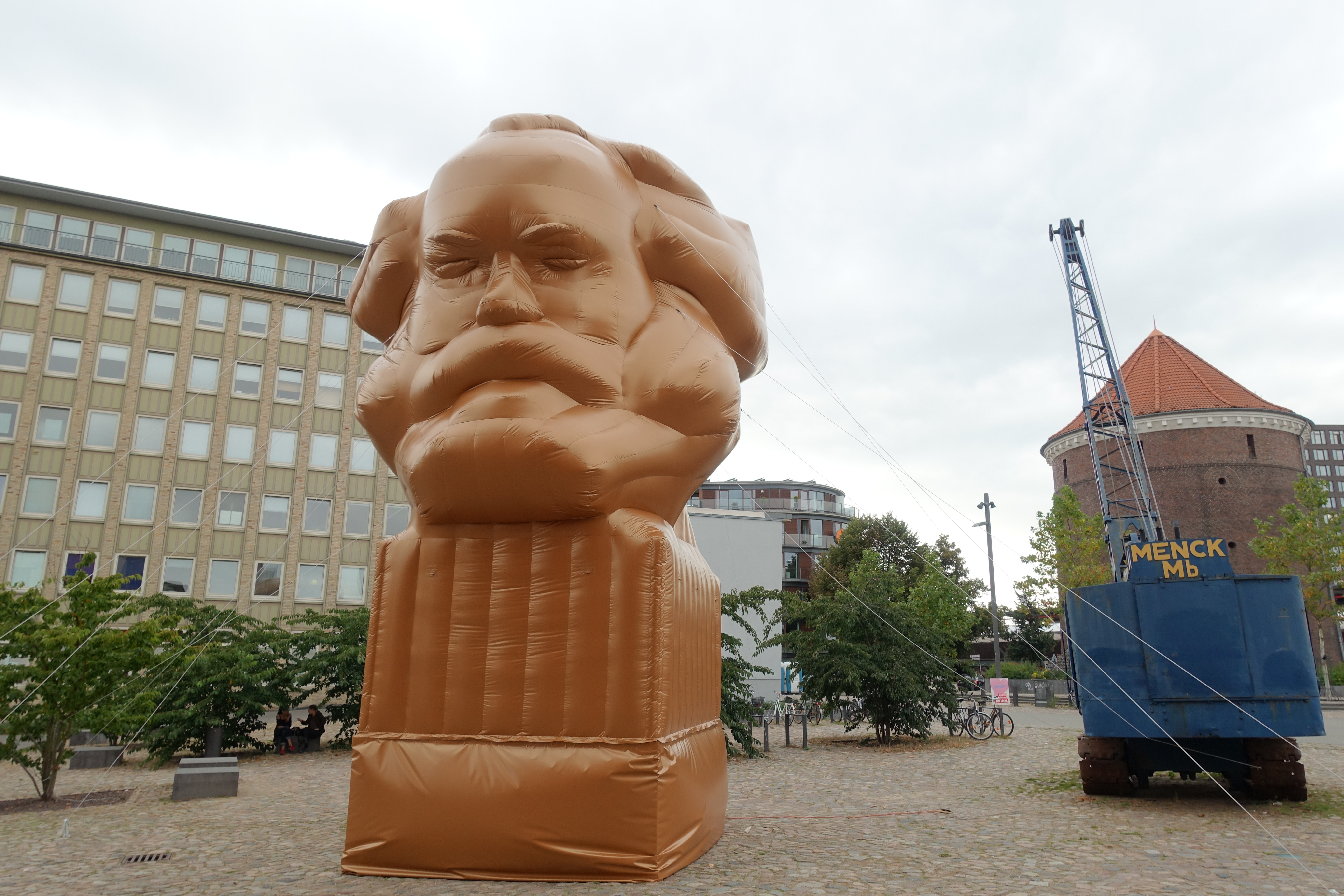
Kopie des Karl-Marx-Monuments aus Plastikstoff vor dem Museum der Arbeit in Hamburg zur „Kapital“-Ausstellung (2017)

Als  Wahrzeichen von Karl-Marx-Stadt diente es bei Festtagen der DDR als Kulisse für Festzüge und andere Massenveranstaltungen. Dieses Symbol des Sozialismus ist der Stadt Chemnitz auch nach der deutschen Wiedervereinigung erhalten geblieben, obgleich mit der Umbenennung in den früheren Stadtnamen ein Abriss des Denkmals heftig diskutiert wurde. Zahlreiche Städte aus aller Welt meldeten Interesse an einem Kauf an, es gab bereits Diskussionen über einen Verkauf nach Köln. Bis 2007 lautete der örtliche Wahlspruch „Stadt mit Köpfchen“, was sich auf das Monument bezog.
Ein Projekt des litauischen Künstlers Deimantas Narkevicius sah vor, den Kopf 2007 für die Dauer der Ausstellung Skulptur.Projekte nach Münster zu schaffen und dort auszustellen. Dies, wie auch die Anfertigung einer Kopie für Münster, scheiterten am Veto der Stadt Chemnitz, Kerbels Witwe hatte zugestimmt.
Studenten der Universität für künstlerische und industrielle Gestaltung Linz und des Fachbereiches Angewandte Kunst Schneeberg der Westsächsischen Hochschule Zwickau planten am Originalstandort in Zusammenarbeit mit der Neuen Sächsischen Galerie Chemnitz eine temporäre Einhausung des Monuments und Begehbarmachung des Kopfes von innen. Das Kunstprojekt unter dem Titel „Temporary Museum of Modern Marx“ wurde am 17. Juni 2008 – eine Anspielung auf den Volksaufstand am 17. Juni 1953 – gestartet und war bis zum 31. August 2008 – eine Anspielung auf den 31. August 1990 als Datum der Unterzeichnung des deutsch-deutschen Einigungsvertrags – zugänglich.
Von Ende 2011 bis zum 4. April 2012 wurden Sanierungsmaßnahmen des Sockels durchgeführt. Dort waren durch in die Plattenfugen eingedrungenes Wasser und Staufeuchte Schäden am Belag und am Beton entstanden.
Im März 2013 drehte die Band Seeed ihr Musikvideo zum Song „Deine Zeit“ am Karl-Marx-Monument in Chemnitz.

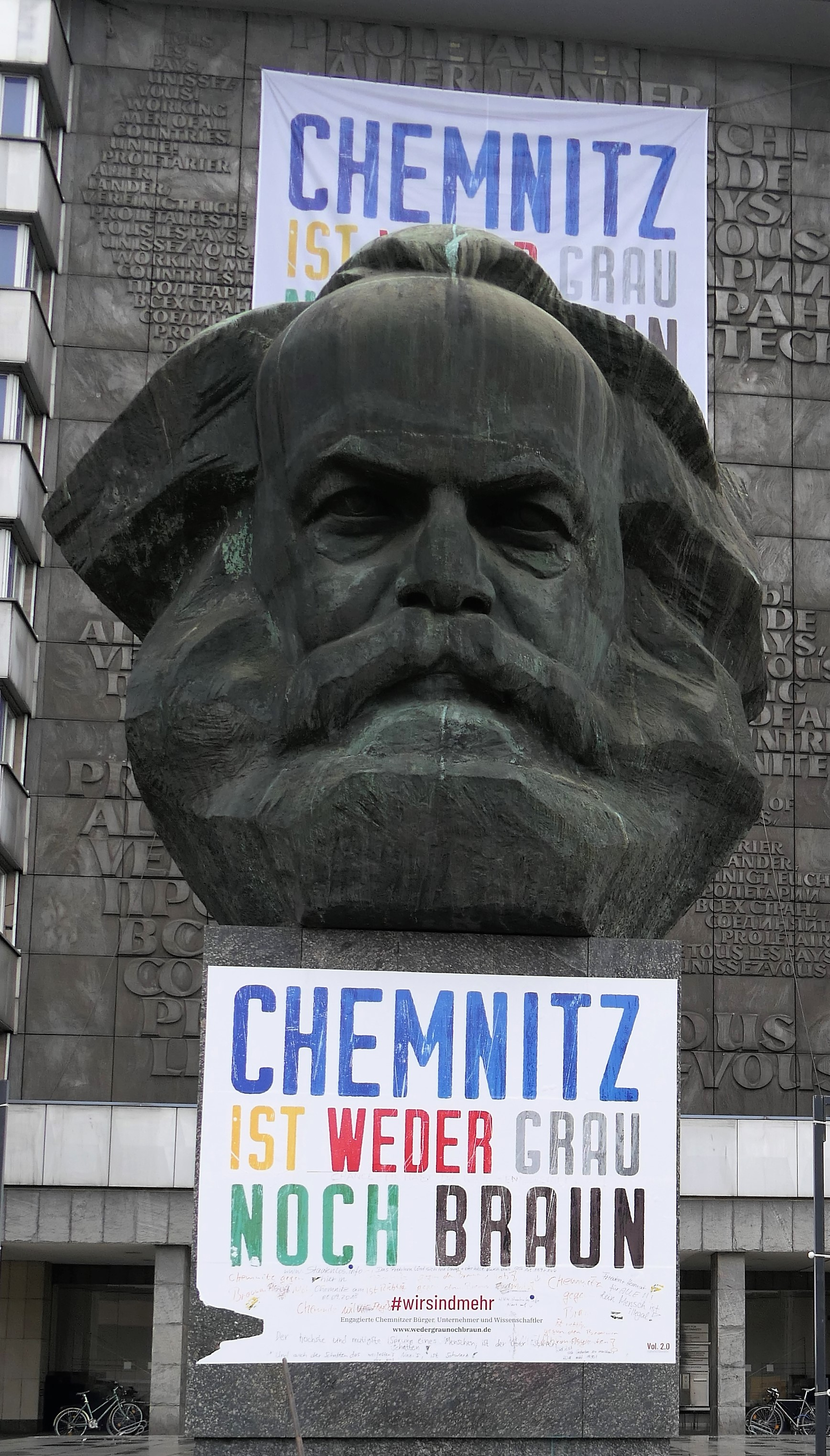
Spruchbänder am Karl-Marx-Monument: „Chemnitz ist weder grau noch braun“ (2018)

Bei den Ausschreitungen in Chemnitz 2018 geriet das Monument als Versammlungsort für unterschiedliche politische Gruppierungen in den Fokus medialer Berichterstattung. Die tagelangen Demonstrationen und Auseinandersetzungen fanden vor dem Hintergrund des Monuments statt. Schließlich brachte ein Aktionsbündnis als Reaktion auf die rechtsextremen Ausschreitungen am Sockel und an der Gebäudewand dahinter  mit dem Schriftzug „Proletarier aller Länder vereinigt euch!“ Spruchbänder mit dem Slogan „Chemnitz ist weder grau noch braun“ an.
Im Rahmen der Stadtkunstschau „Gegenwarten“ der Kunstsammlungen Chemnitz – Teil der Bewerbung von Chemnitz als Europäische Kulturhauptstadt 2025 – setzten sich 2020 mehrere Künstler mit dem Monument auseinander: Olaf Nicolai filmte vom 21. September 12 Uhr bis 12 Uhr des Folgetages eine Nahaufnahme, die auf den Tag genau ein Jahr später in 17 Museen weltweit uraufgeführt wird. Das Duo Anetta Mona Chişa & Lucia Tkáčová stellte dem Kopfdenkmal eine Nachempfindung des Darms von Karl Marx entgegen, ebenfalls im Maßstab 24:1. Die Skulptur war bis April 2022 im Chemnitzer Schillerpark zu sehen.